# Basilique San Francisco de La Paz
La basilique San Francisco de La Paz, en Bolivie, est une église catholique dédiée à François d'Assise.   
Elle est située dans le centre de la ville de La Paz, sur la place qui porte son nom : Plaza San Francisco. 

## Histoire
L'église a été construite entre les XVIe et XVIIIe siècles dans le style baroque andin.      
Les étapes de son histoire comprennent : 
- En 1548, le couvent de San Francisco est fondé le long de la rivière Choqueyapu par Fray Francisco de Morales ;
- En août 1549, la construction de la première église de San Francisco  commence et s'achève en 1581 ;
- Entre 1608 et 1612, la première église s'effondre à la suite d'une chute de neige d'une ampleur considérable ;
- Entre 1743 et 1744, la construction de l'église actuelle commence ;
- En 1753, le toit et le dôme de l'église sont terminés ;
- Le 23 avril 1758, elle est consacrée ;
- En 1790, la façade sculptée est terminée ;
- En 1885, la construction de sa tour unique commence ;
- En 1948, elle est déclarée basilique mineure ;
- Entre 1950 et 1960, le couvent est démoli et l'atrium est reconfiguré ;
- Entre 1965 et 2005, l'église et le couvent sont restaurés et une partie du couvent est transformée en musée.

## Sources
- ÁLVAREZ LÓPEZ, Rolando. CRONOLOGÍA de SEPTIEMBRE and OCTUBRE de 2010. Tour. Fuent. Cong., Oct. 2010, vol.4, no.10, p.   76-80. ISSN 1997-4485. Consulté sur www.revistasbolivianas.org.bo, en juin 2013.
- Iglesias mostrarán su patrimonio arquitectónico in the “Noche Blanca”, publié dans El Diario, le 19 octobre 2012, consulté dans www.eldiario.net, en juin 2013.
- Site Web officiel « Centro cultural Museo San Francisco »

## Galerie d'images

Basilique San Francisco
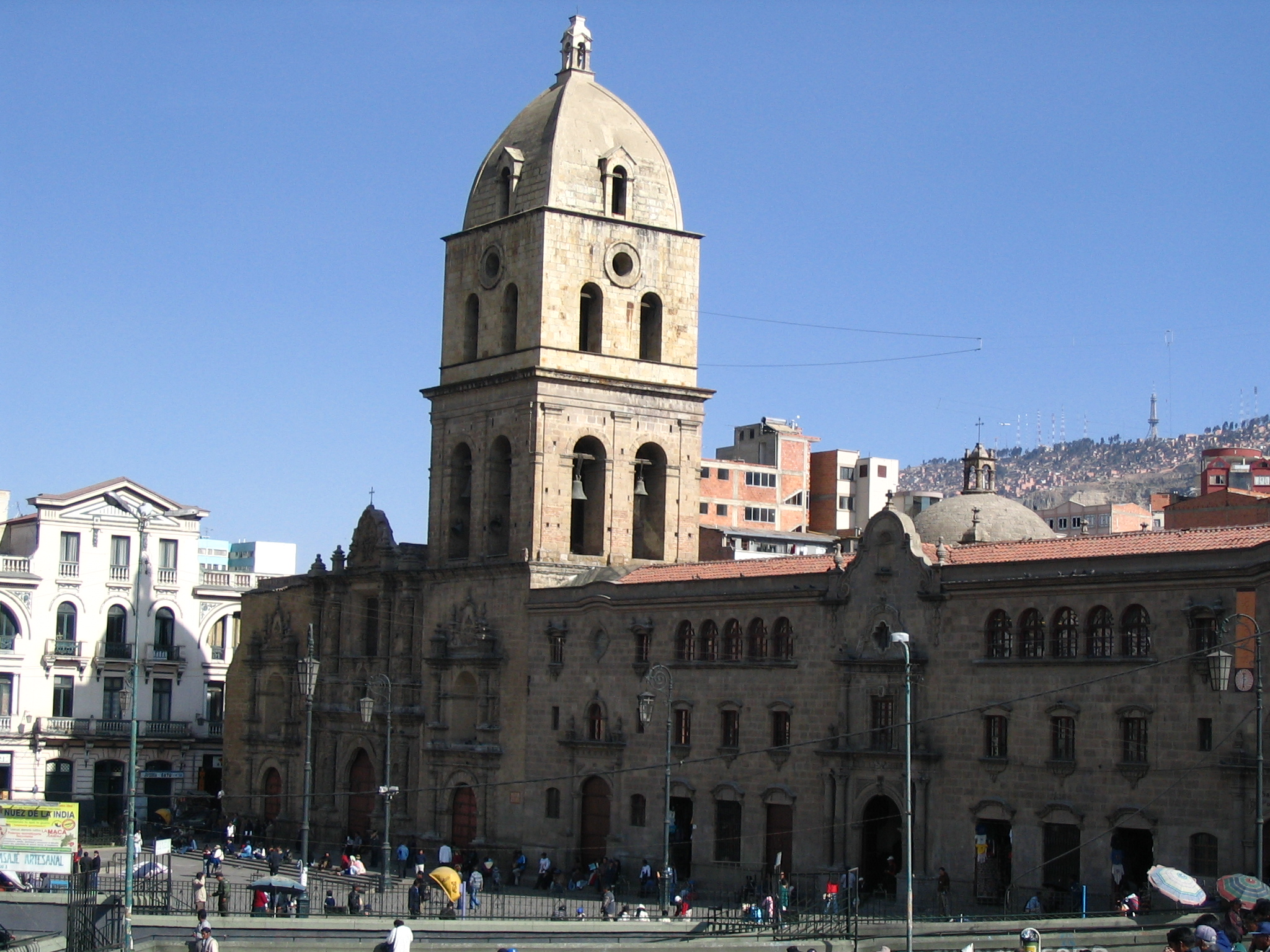
La façade.
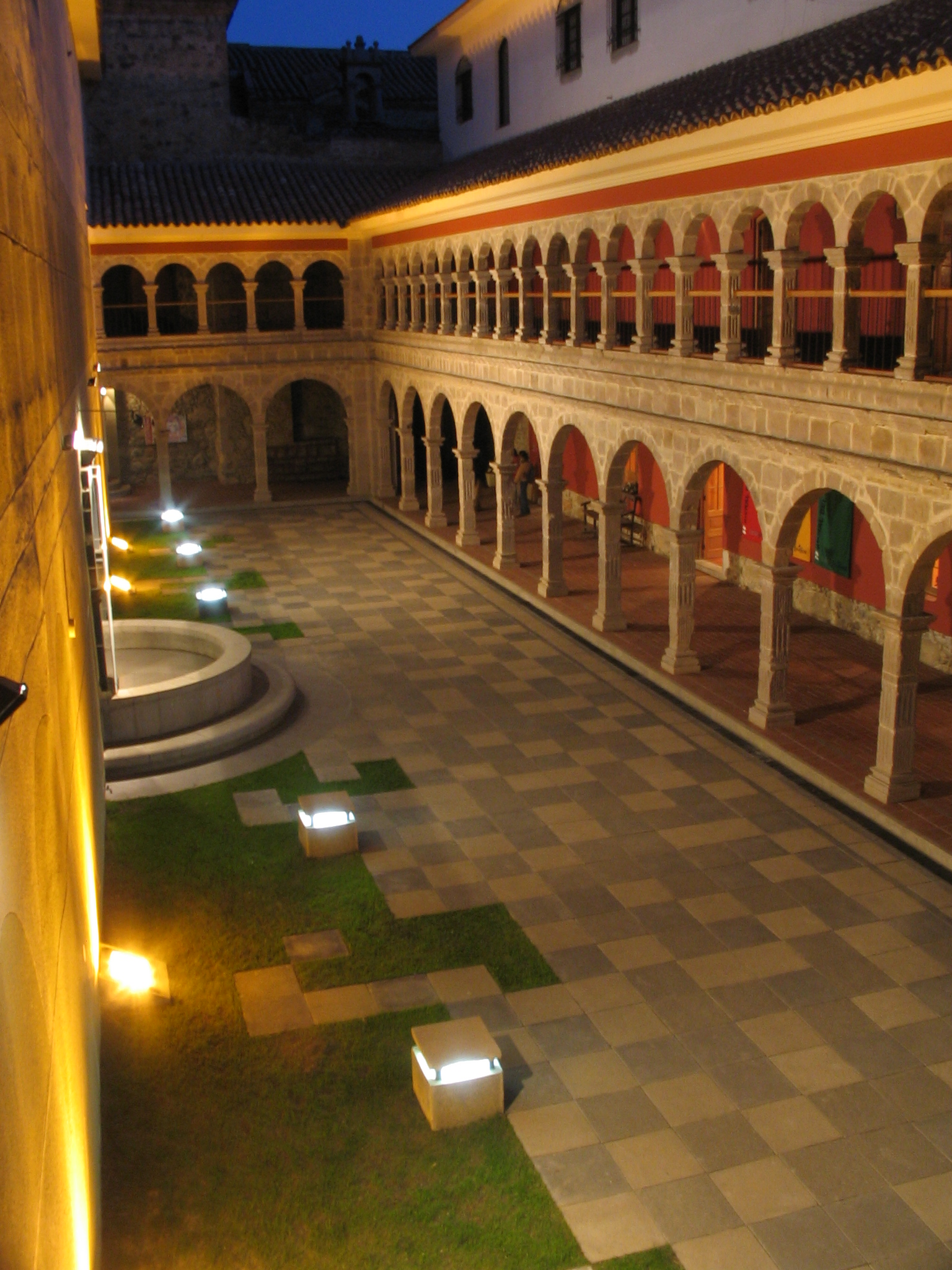
Le cloître

## Voir également
- Centre culturel Museo San Francisco (en)